# كاثرين لورانس
كاثرين لورانس (بالإنجليزية: Katherine Lawrence)‏ (11 ديسمبر 1954، سان بيرناردينو في الولايات المتحدة - 25 مارس 2004 في الولايات المتحدة)؛ كاتِبة مُتخصِّصة في أدب الأطفال، سيناريست وروائية أمريكية.

## روابط خارجية
- كاثرين لورانس على موقع IMDb (الإنجليزية)
- كاثرين لورانس على موقع قاعدة بيانات الفيلم (الإنجليزية)